# Mouvement patriotique maltais
Le Mouvement patriotique maltais (en maltais : Moviment Patrijotti Maltin, en anglais : Maltese Patriotic Movement, MPM) est un parti politique maltais de droite populiste.
Lors de sa fondation et jusqu'en 2019, le leader était Henry Battistino, qui a eu une influence majeure sur le programme du parti. C'est un homme politique anti-multiculturaliste.

## Histoire

### Fondation
Le Mouvement patriotique maltais est fondé le 8 avril 2016. Il constitue l'aile politique du groupe anti-immigration Għaqda Patrijotti Maltin. Son leader est Henry Battistino, homme politique antisystème, opposé au multiculturalisme et à l'islam à Malte. Le MPM s'inscrit aussitôt auprès de la commission électorale.

## Positions
Le Mouvement patriotique maltais est classé à l'extrême droite,. Il a exprimé une rhétorique populiste de droite en déclarant son opposition à l'immigration et en critiquant l'islam,. Il a demandé que les fonds de l'Union européenne alloués à Malte à cette fin soient plutôt alloués au profit du peuple maltais et que Malte ne soit plus membre de l'espace Schengen. Il s'oppose également à l'approbation par le gouvernement maltais du Pacte mondial sur les migrations. Il a également exprimé des positions ethniquement nationalistes et socialement conservatrices.
En outre, le parti s'est opposé à la présence de l'islam à Malte. En octobre 2016, le parti organise une manifestation contre la possible ouverture d'une salle de prière musulmane à Buġibba. Stephen Florian, membre du MPM présent à cette manifestation, déclare que seul le catholicisme doit disposer de lieux de culte à Malte.
Les membres du parti ont montré de l'hostilité aux journalistes et aux reporters maltais.

## Résultats électoraux

### Élections générales
| Année | Voix  | %    | Sièges | Gouvernement        | Rang |
| ----- | ----- | ---- | ------ | ------------------- | ---- |
| 2017  | 1 117 | 0,36 | 0 / 65 | Extra-parlementaire | 5e   |

### Élections européennes
| Année | Voix | %   | Sièges | Rang |
| ----- | ---- | --- | ------ | ---- |
| 2019  | 771  | 0,3 | 0 / 6  | 7e   |